# Manuel Rivera Sánchez
Ne doit pas être confondu avec Manuel Rivera Garrido (it), footballeur péruvien naturalisé suisse.
Pour les articles homonymes, voir Rivera.
Manuel Teodoro Rivera Sánchez, né le 15 mai 1922 à Chimbote au Pérou et mort dans la même ville en juillet 2005, est un footballeur international péruvien qui évoluait au poste d'attaquant.

## Biographie

### Carrière en club
Arrivé à Lima en 1939, Manuel Rivera Sánchez s'engage au Ciclista Lima où il a l'occasion de remporter le championnat de 2e division à deux reprises en 1944 et 1946. Promu en D1 en 1947, le Ciclista Lima redescend en D2 dès 1948, ce qui oblige Rivera à changer de club. 
Il part pour le Deportivo Municipal en 1949 et est sacré champion du Pérou l'année suivante. Il y reste près d'une décennie avant son retour à Chimbote en 1959 où il met fin à sa carrière au sein du CD Manuel Rivera (aujourd'hui José Gálvez FBC) en 1960.

### Carrière en sélection
International péruvien, Manuel Rivera compte 12 sélections entre 1952 et 1957, pour trois buts marqués. 
Il dispute son premier tournoi international à l'occasion du championnat panaméricain de 1952 à Santiago (Chili) où il marque un but face au Mexique (victoire 3-0). En 1953, il prend part au championnat sud-américain de 1953 à Lima où il dispute quatre rencontres. Quatre ans plus tard, il est à nouveau convoqué lors du championnat sud-américain de 1957, toujours à Lima, où il marque un doublé face à la Colombie (victoire 4-1).
György Orth, le sélectionneur hongrois du Pérou, le titularise en attaque lors des qualifications à la Coupe du monde de football 1958 : Manuel Rivera dispute les deux matchs de ces éliminatoires face au Brésil les 13 et 21 avril 1957 (1-1 à Lima puis 0-1 à Rio de Janeiro, respectivement).

#### Buts en sélection
| Buts en sélection de Manuel Rivera Sánchez | Buts en sélection de Manuel Rivera Sánchez | Buts en sélection de Manuel Rivera Sánchez | Buts en sélection de Manuel Rivera Sánchez | Buts en sélection de Manuel Rivera Sánchez | Buts en sélection de Manuel Rivera Sánchez | Buts en sélection de Manuel Rivera Sánchez |
|                                            | Date                                       | Lieu                                       | Adversaire                                 | Score                                      | Résultat                                   | Compétition                                |
| ------------------------------------------ | ------------------------------------------ | ------------------------------------------ | ------------------------------------------ | ------------------------------------------ | ------------------------------------------ | ------------------------------------------ |
| 1.                                         | 20 avril 1952                              | Estadio Nacional, Santiago (Chili)         | Mexique                                    | 1-0                                        | 3-0                                        | PAN 1952                                   |
| 2.                                         | 27 mars 1957                               | Estadio Nacional, Lima (Pérou)             | Colombie                                   | 2-0                                        | 4-1                                        | CA 1957                                    |
| 3.                                         | 27 mars 1957                               | Estadio Nacional, Lima (Pérou)             | Colombie                                   | 3-0                                        | 4-1                                        | CA 1957                                    |

### Hommages
Manuel Rivera Sánchez est considéré le joueur le plus marquant de sa ville natale de Chimbote. En effet, le club le plus important de ce port, le José Gálvez FBC, fut fondé en 1951 sous le nom de Club Deportivo Manuel Rivera reprenant le nom du joueur. Ce n'est qu'en 1963 qu'il est rebaptisé avec son nom actuel.
Deux ans après sa mort, survenue en juillet 2005, le stade du José Gálvez FBC est baptisé du nom de Estadio Centenario Manuel Rivera Sánchez en guise d'hommage au joueur.

## Palmarès
| Deportivo Municipal - Championnat du Pérou (1) : - Champion : 1950. |  | Ciclista Lima - Championnat du Pérou D2 (2) : - Champion : 1944 et 1946. |